# ジャック・ウォルトン
ジャック・ウォルトン（Jack Walton, 1998年4月23日 - ）は、イングランド・ベリー出身のサッカー選手。プレストン・ノースエンドFC所属。ポジションはゴールキーパー。

## 経歴
2015年8月、バーンズリーFCのトップチームと3年契約を交わした。
2016年1月25日、ステイリブリッジ・セルティックFCに28日間の期限付き移籍。2017年9月22日にも、同クラブへ1カ月間期限付き移籍し、その後も、2018年1月に再度期限付き移籍している。
2018年7月2日、バーンズリーとの契約を2年延長した。2020年8月13日には、さらに3年契約を延長した。

## 人物・エピソード
同姓で同じイングランド人ゴールキーパーであるクリスティアン・ウォルトンとは親戚関係ではない。